# Chironia baumiana
Chironia baumiana är en gentianaväxtart som beskrevs av Ernest Friedrich Gilg. Chironia baumiana ingår i släktet Chironia och familjen gentianaväxter. Inga underarter finns listade i Catalogue of Life.